# 魔发
《魔发》（英語：The Peanut Butter Solution）是1985年的一部家庭电影。该电影由Michael Rubbo导演，是Les Productions la Fête开创的儿童影片的Tales for All (Contes Pour Tous)系列的第2部。

## 情节
Michael Baskin是一个普通的11岁男孩。他的父亲Billy Baskin是一个挣扎的艺术家，当他的妻子需要去澳大利亚刚刚去世的父亲时临时照顾孩子。当听到一个被遗弃的楼房最近被烧毁的消息，Michael和他的朋友Connie决定去废墟探险。在楼外，Connie问Michael敢不敢进去看一看，导致遇上在大火中死亡的无家可归的居民的鬼魂的可怕遭遇。Michael不知道这个，而他可怕的跑进去，鬼带给了他一种神秘的被称为“恐怖”的病。Michael第二天早晨本来发现“恐怖”使他失去了所有的他的头发。在假发的尝试失败后(他的假发在一次足球赛中被一个高年级男孩拽了下来)，鬼在睡眠中访问了Michael还给了他一个能使头发长出的神奇配方，主要成份是花生酱。父亲和姐姐以为他在做一些不由自主的事情，Michael对配方的的第一次尝试tharted了。鬼这天晚上回来了，给了Michael第二次机会去，把他的钱给一些无家可归的人，并且给Michael特别指示不要加太多的花生酱，那样会带来可怕的后果。这一次Michael成功制出了配方，但是忽略了他们的不要放过多花生酱的指示，第二天早上醒来发现他的新头发已经开始长了。只过了几分钟，Michael的头上就长了满了头发。他令人怀疑的快速生长的发囊，Connie面临着Michael的不寻常能力。当Michael向他展示他的混合物，Connie很快决定也要一些(向他的生殖器处)，Michael和Connie的头发生长到这样的程度，已经成为学校和班级的干扰，导致他们被停课。虽然Michael疯狂寻找一个解决办法，Connie发现对着头发大叫，它将停止生长。Michael学校的美术老师，为方便称作Signor，禁止孩子们利用自己的想象力。当被学校开除后Signor发现Michael的条件并且绑架了他(和许多邻近的孩子)，用一种猛烈的药物使他服从，来用Michael的一直生长的头发制作魔术画笔刷子。被绑架的孩子们被强迫在艰苦的条件下工作。“我们必须每天制作500个刷子，否则别想吃饭！”这些画笔很强大他们画任何它们的使用者想象的东西。Connie和Michael的姐姐，Susan Allison Baskin发现Signor的魔笔工厂，试着去救Michael。Connie试着用武力，可被Signor和他的狗James打败了。Susan捉弄Signor去画被遗弃的那幢楼。然后Connie问他敢不敢进去看看，使得“恐怖”从Michael传染到Signor。
Signor，现在秃了头，从鬼屋出来后被当地警察逮捕。电影以妈妈回到家，家庭团聚以及Michael的头发停止失控的生长来结束。

## 演员表
- Matthew Mackay饰演Michael
- Siluck Saysanasy饰演Connie
- Alison Darcy饰演Suzie
- Michael Hogan饰演Billy
- Michel Maillot饰演The Signor
- Helen Hughes饰演Mary
- Griffith Brewer饰演Tom
- Harry Hill饰演Dr. Epstein
- Edgar Fruitier
- Pat Thompson
- Terrence Labrosse
- Doug Smith
- Nick Manekas
- Patrick St-Pierre
- Jeremy Spry
- Cheryl Zaman-Zadir
- Audie Grant
- Vicki Lee
- Nadka Takahataki
- Anna Vitre

## 其他
- 电影最初的名字是“Michael的恐惧”(Michael's Fright)[1].
- 一个被删除的场景中Connie的声音变了，这个场景在这部电影加拿大版中出现。
- Skippy(花生酱)投资为了突出产品在电影中的位置。
- Lewis Furey 因他在这部电影的得分被提名第七届吉尼金像奖。
- Siluck Saysanaya也饰演了在加拿大长期上演且流行的儿童歌剧"Degrassi Junior High"和"Degrassi High"中的Yick Yu